# Condado de Bilbao

## Condado de Bilbao
A linhagem de condes de Bilbao é antiga e pouco valorizada, mesmo sendo muito apreciada pela Família Real Espanhola.
Havendo se perdido o poder desde título nos últimos anos, o que resta a seu possuidor é o orgulho de nobreza em terras espanholas.
Condado de Bilbao é um título concedido pela rainha regente espanhola Maria Cristina de Habsburgo, em 4 de abril de 1887 ao seu prezado sudito, o político e militar Ignacio Maria del Castillo que lutou pela coroa na Segunda Guerra Carlista e foi demitido do Cargo de Ministro da Guerra para assumir tal título.

## Condes de Bilbao
- Ignacio María del Castillo Bilbao y Gil de la Torre, I Conde de Bilbao (1887-1893)
- José María del Castillo Bilbao y de la Torre, II Conde de Bilbao (1893- ¿?)
- José María Castillo Bilbao y Salazar, III Conde de Bilbao (¿? -1966)
- Francisco Javier Castillo Bilbao y Salazar, IV Conde de Bilbao,(22.12.1966). Casado com Maria de Allende e Bofill. Actual titular. Proprietário atual.